# Société des fonderies et ateliers de Randonnai
Pour les articles homonymes, voir SFAR.
La Société des fonderies et ateliers de Randonnai, connue sous le sigle SFAR, a été créée construite à Randonnai, petite commune de l'Orne, en 1876 par Auguste Gausselin sous le nom « Fonderie Gausselin ». Elle prend la forme de « Société des fonderies et ateliers de Randonnai » en 1948 et est dirigée par André Metra.

## Histoire

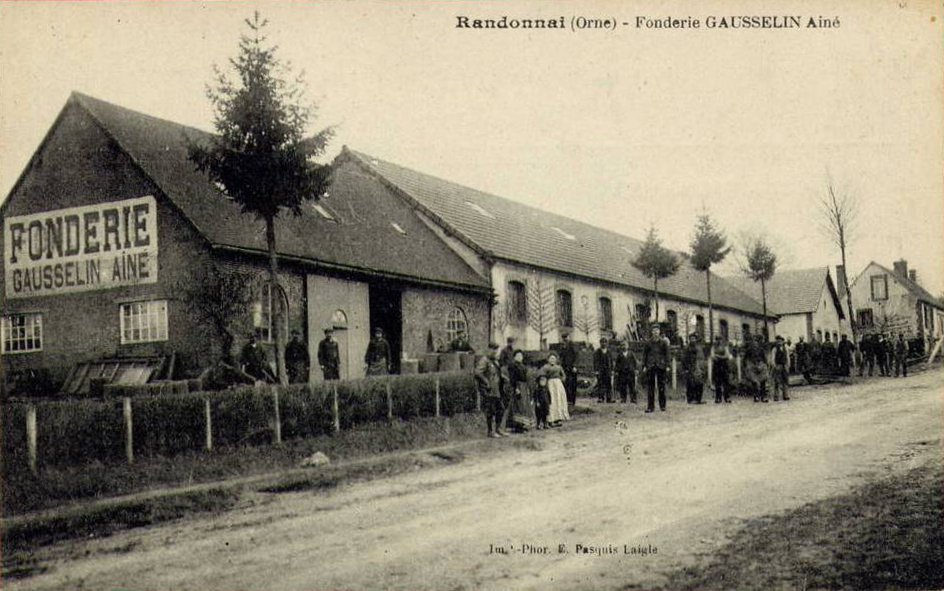
La « Fonderie Gausselin » vers 1900

De nombreuses usines et activités de transformation des matières « ferreuses » étaient déjà présentes sur le site ou dans les environs depuis plusieurs siècles (dont la commune proche chef-lieu de canton Tourouvre). En 1876 la fonderie est créée sous le nom « Fonderie Gausselin ».
En 1941 la fonderie se spécialise dans la production de pièces détachées pour charrues, rouleaux, fontes mécaniques et poterie. Sa production est de 700 tonnes annuelle en 1918. Elle est de 22 000 tonnes en 1972.
La SFAR est rapidement devenue une des entreprises clés du canton de Tourouvre, employant 690 personnes dans les années 1970, spécialisée dans la fonderie de pièces techniques de grandes dimensions destinées aux marchés de l'automobile et plus particulièrement du machinisme agricole (tracteurs).
(Pontchardon à côté de Vimoutiers plus au nord, et toujours dans l'Orne), une fonderie d’aluminium à Houilles dans les Yvelines (à l'époque en Seine-et-Oise). Son siège social a été localisé à Bezons dans les années 1970.
La SFAR a ainsi fourni des blocs-moteurs en fonte, des corps de boîtes de vitesses et d’embrayage à Fiat Someca, Ferguson Company, John Deere et surtout à l’entreprise américaine Ford de Détroit. Tout en conservant une activité historique de fabrication de réservoirs de chasse d’eau qui à l’époque étaient réalisés en fonte.
À sa fermeture en 1982, la SFAR comptait encore presque 400 salariés.
En 2009, le site de la SFAR est réhabilité.